# Handwritten
Handwritten es el primer álbum del cantante, compositor y modelo canadiense Shawn Mendes, publicado el 13 de marzo de 2014 por Island Records. Debutó en el número uno en la lista estadounidense Billboard 200 con 119.000 copias vendidas en su primera semana.

## Antecedentes
Después de la firma del contrato con Island Records en junio de 2014, Mendes lanzó su primer sencillo Life Of The Party, el cual debutó en el puesto veinte del listado Billboard Hot 100 con 48.000 copias vendidas la primera semana. Después del lanzamiento del sencillo, un EP llamado The Shawn Mendes EP fue lanzado el 28 de julio de 2014. Mendes anunció el título de su álbum debut el 27 de enero de 2015 y las preventas fueron abiertas el 30 de junio de 2014.

## Sencillos
"Life Of The Party" fue lanzado como el sencillo principal del EP debut de Mendes, The Shawn Mendes EP el 25 de junio de 2014. La canción fue, además, el primer sencillo de Handwritten. El 30 de junio de 2014 se estrenó en Vevo un videoclip con la letra realizado en una sola toma, donde se muestra a Mendes en el restaurante George Street. El videoclip oficial de la canción se lanzó el 10 de marzo de 2015.
"Something Big" fue estrenado como el segundo sencillo del álbum el 7 de noviembre de 2014. El 11 de noviembre de 2014 se lanzó el videoclip oficial en Vevo. Este fue el primer vídeo musical de Mendes.

## Lista de canciones
| Handwritten (edición estándar) |                               |                                                                    |                                |          |  |
| N.º                            | Título                        | Escritor(es)                                                       | Productor(es)                  | Duración |  |
| 1.                             | «Life Of The Party»           | Ido Zmishlany Scott Harris                                         | Zmishlany                      | 3:31     |  |
| 2.                             | «Stitches»                    | Daniel Parker Teddy Geiger Daniel Kyriakides                       | Daylight Geiger Parker         | 3:27     |  |
| 3.                             | «Never Be Alone»              | Shawn Mendes Scott Harris Alberto Perdomo Martin Terefe Glen Scott | Terefe Alberto Perdomo         | 3:36     |  |
| 4.                             | «Kid in Love»                 | Shawn Mendes Perdomo Zmishlany Harris                              | Zmishlany Perdomo Terefe       | 3:46     |  |
| 5.                             | «I Don't Even Know Your Name» | Shawn Mendes Harris Terefe Geoffrey Warburton                      | Terefe                         | 3:00     |  |
| 6.                             | «Something Big»               | Shawn Mendes Zmishlany Harris                                      | Zmishlany                      | 2:41     |  |
| 7.                             | «Strings»                     | Perdomo Shawn Mendes Harris Emily Warren                           | Louis Biancaniello Sam Watters | 3:11     |  |
| 8.                             | «Aftertaste»                  | Shawn Mendes Harris Warren                                         | Biancaniello Watters           | 2:50     |  |
| 9.                             | «Air» (featuring Astrid S)    | Scott Harris Emily Warren                                          | Craven J Harris                | 3:14     |  |
| 10.                            | «Crazy»                       | Shawn Mendes Warburton Terefe                                      | Shawn Mendes Terefe            | 3:12     |  |
| 11.                            | «A Little Too Much»           | Mendes                                                             | Perdomo                        | 3:07     |  |
| 12.                            | «This Is What It Takes»       | Mendes Warburton Terefe Zmishlany Harris                           | Perdomo                        | 3:50     |  |
| 39:29                          |                               |                                                                    |                                |          |  |

| Handwritten (Deluxe edition (bonus tracks)) |                 |                                  |                        |          |  |
| N.º                                         | Título          | Escritor(es)                     | Productor(es)          | Duración |  |
| 13.                                         | «Bring It Back» | Shawn Mendes Warburton Terefe    | Terefe                 | 2:40     |  |
| 14.                                         | «Imagination»   | Shawn Mendes Terefe Scott        | Terefe                 | 3:38     |  |
| 15.                                         | «The Weight»    | Shawn Mendes Harris Joshua Grant | Craven J Harris (add.) | 3:05     |  |
| 48:52                                       |                 |                                  |                        |          |  |

| Handwritten (iTunes deluxe edition (bonus track)) |                                |                  |               |          |  |
| N.º                                               | Título                         | Escritor(es)     | Productor(es) | Duración |  |
| 16.                                               | «Life of the Party» (Acústico) | Zmishlany Harris | Zmishlany     | 3:14     |  |
| 52:06                                             |                                |                  |               |          |  |

| Handwritten (Target exclusive version (bonus tracks)) |                        |                                  |                 |          |  |
| N.º                                                   | Título                 | Escritor(es)                     | Productor(es)   | Duración |  |
| 16.                                                   | «Don't Want Your Love» | Shawn Mendes Zmishlany Warburton | Zmishlany       | 2:51     |  |
| 17.                                                   | «Lost»                 | Shawn Mendes Warren Harris Grant | Craven J Harris | 3:16     |  |
| 18.                                                   | «Handwritten Demos»    |                                  |                 | 9:01     |  |
| 64:00                                                 |                        |                                  |                 |          |  |

## Posicionamiento en listas

### Semanales
| País              | Lista                    | Mejor posición |
| ----------------- | ------------------------ | -------------- |
| Alemania          | Media Control Charts     | 43             |
| Australia         | Australian Albums Chart  | 18             |
| Austria           | Austrian Albums Chart    | 37             |
| Bélgica (Flandes) | Belgian Albums Chart     | 23             |
| Bélgica (Valonia) | Belgian Albums Chart     | 46             |
| Canadá            | Canadian Albums Chart    | 1              |
| Dinamarca         | Danish Albums Chart      | 2              |
| Escocia           | Scottish Albums Chart    | 13             |
| Estados Unidos    | Billboard 200            | 1              |
| Finlandia         | Finnish Albums Chart     | 29             |
| Francia           | French Albums Chart      | 74             |
| Grecia            | Greece Albums Chart      | 30             |
| Irlanda           | Irish Albums Chart       | 11             |
| Italia            | Italian Albums Chart     | 10             |
| Noruega           | Norwegian Albums Chart   | 1              |
| Nueva Zelanda     | New Zealand Albums Chart | 18             |
| Países Bajos      | Dutch Albums Chart       | 5              |
| Portugal          | Portuguese Albums Chart  | 5              |
| Reino Unido       | UK Albums Chart          | 12             |
| Suecia            | Swedish Albums Chart     | 4              |
| Suiza             | Swiss Albums Chart       | 26             |
| Taiwán            | Taiwanese Albums Chart   | 8              |

### Certificaciones
| América del Norte                                    |                  |            |    |           |        |
| Canadá                                               | Music Canada     | Platino    | ▲  | 80 000    | [ 35 ] |
| Estados Unidos                                       | RIAA             | Platino*   | ▲  | 1 000 000 | [ 36 ] |
| América Latina                                       |                  |            |    |           |        |
| Brasil                                               | ABPD             | Platino    | ▲  | 40 000    | [ 37 ] |
| Colombia                                             | ASINCOL          | 2× Platino | 2▲ | 20 000    | [ 38 ] |
| Chile                                                | IFPI - Chile     | Oro        | ●  | 5000      | [ 39 ] |
| México                                               | AMPROFON         | Oro        | ●  | 30 000    | [ 40 ] |
| Europa                                               |                  |            |    |           |        |
| Austria                                              | IFPI - Austria   | Platino    | ▲  | 15 000    | [ 41 ] |
| Dinamarca                                            | IFPI - Dinamarca | 3× Platino | 3▲ | 60 000    | [ 42 ] |
| Noruega                                              | IFPI - Noruega   | Platino    | ▲  | 30 000    | [ 43 ] |
| Polonia                                              | ZPAV             | Oro        | ●  | 10 000    | [ 44 ] |
| Reino Unido                                          | BPI              | Oro        | ●  | 100 000   | [ 45 ] |
| Suecia                                               | GLF              | 2× Platino | 2▲ | 80 000    | [ 46 ] |
| (*) significa que la certificación incluye streaming |                  |            |    |           |        |